# Pitiea
Pitiea (en grec antic Πιτύεια), era una ciutat de Mísia, a la costa de la Propòntida, entre les ciutats de Pàrion i Priapos. Homer la menciona al "Catàleg dels troians" a la Ilíada, on diu que era una de les ciutats que van ajudar el rei Príam durant la guerra de Troia, formant part d'un contingent dirigit per Adrast i el seu germà Àmfios.
Es deia que el seu nom derivava de la gran quantitat de pins (πίτυς) que hi havia al seu territori.